# 佩妮莱·霍尔姆斯高
佩妮莱·霍尔姆斯高（丹麥語：Pernille Holmsgaard，1984年9月6日—），旧姓拉森（Larsen），丹麦女子手球运动员。她曾代表丹麦国家队参加2012年夏季奥林匹克运动会手球比赛，获得第九名。